# Ладва-Ветка
Ла́два-Ве́тка (карел. Ladva-Vetka) — посёлок в Прионежском районе Республики Карелия, административный центр Ладва-Веткинского сельского поселения.

## Общие сведения
Посёлок расположен в 54 км к югу от Петрозаводска.
Первая часть названия посёлка произошла от названия соседнего села Ладва, которое расположено в 10—12 километрах восточнее.
В центре посёлка расположена железнодорожная станция Ладва. Через посёлок протекает река Ивинка, в черте поселка в неё впадает река Шапша.
Возник как посёлок лесозаготовителей в 1924 году. В начале 1930-х годов в посёлок стали прибывать переселенцы, преимущественно из Вологодской области. В те годы в Ладва-Ветке работали Ладвинский леспромхоз, пожарная часть, лесничество, пекарня, амбулатория. От станции отходила на восток железнодорожная ветка длиною в несколько десятков километров, которая служила для подвоза леса на станцию из лесных поселков.
К северо-западу от посёлка в 1974 году был организован государственный зоологический заказник «Ладвинский» — особо охраняемая природная территория, единственный эталонный резерват в Прионежском районе, где наряду с обычными для Южной Карелии таёжными видами обитает европейский бобр. В 2000 году заказник был упразднён.
В советское время действовал опытный завод турбинных лопаток (Прионежский опытный завод МГО «Энергомаш»).

## Транспорт
От федеральной дороги «А215, подъезд к Петрозаводску» к посёлку подходит автомобильная дорога 86К-222 («Педасельга — Ладва-Ветка»).

### Станция «Ладва»

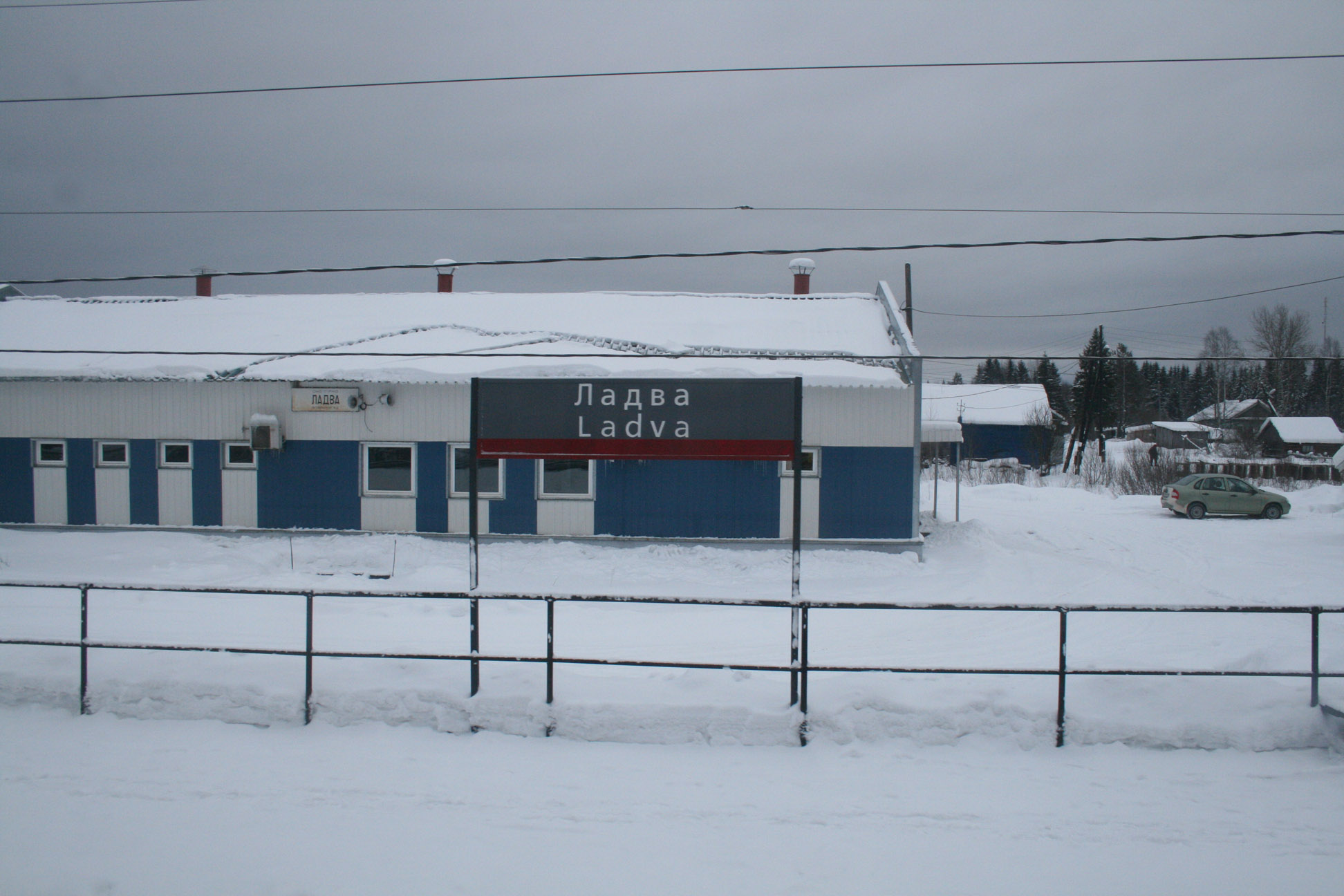
Железнодорожная станция «Ладва»

На южной окраине посёлка располагается железнодорожная станция «Ладва» на линии Петрозаводск — Волховстрой I, открытая в 1916 году. Имеется здание вокзала, низкая пассажирская платформа. На платформе останавливаются все проходящие пассажирские поезда. По станции также ежедневно проходит одна пара электропоездов сообщением «Свирь — Петрозаводск-Пасс. — Свирь» и электричка «Кондопога — Ладва».

## Памятники истории
В посёлке находятся памятники истории:
- Братская могила 15 советских воинов, погибших в годы Советско-финской войны (1941—1944).
- Могила командира Выборгского полка Фрунзенской дивизии народного ополчения г. Ленинграда подполковника К. И. Квятковского, павшего в бою под станцией Ладва в октябре 1941 года.
- Памятник воинам 3-й Ленинградской дивизии народного ополчения, павшим в оборонительных боях 1941 года. Установлен в июне 1976 года.

## Население
| 1959 | 1970  | 1979  | 1989  | 2002  | 2009  | 2010 |
| ---- | ----- | ----- | ----- | ----- | ----- | ---- |
| 4066 | ↘1679 | ↗1730 | ↘1720 | ↘1277 | ↘1200 | ↘983 |
| 2013 |       |       |       |       |       |      |
| ↘894 |       |       |       |       |       |      |

## Улицы
- Горная ул.
- Заречная ул.
- Ивинская ул.
- ул. Квятковского
- Лесная ул.
- Молодёжная ул.
- Набережная ул.
- Подгорная ул.
- Привокзальная ул.
- Речная ул.
- Северная ул.
- Советская ул.
- Станционная ул.